# 52nd Street (and Other Tales): Tina May Sings the Songs of Duncan Lamont
52nd Street (and Other Tales): Tina May Sings the Songs of Duncan Lamont ist ein Jazzalbum von Tina May. Die 2020 im The Bunker, Welwyn Garden City entstandenen Aufnahmen erschienen 2020 auf 33 Jazz Records. Es war das letzte Album der Sängerin, die im März 2022 starb.

## Hintergrund
Auf dem Album nahm die Sängerin Tina May, begleitet vom James Pearson Trio, 13 Songs des verstorbenen schottischen Saxophonisten, Komponisten und Songwriter Duncan Lamont auf. Das James Pearson Trio war die Hausband im Ronnie Scott’s Jazz Club, bestehend aus James Pearson am Klavier, Sam Burgess am Kontrabass und Chris Higginbottom am Schlagzeug. Lamont selbst sollte sich ihnen ursprünglich anschließen, aber sein Tod im Alter von 87 Jahren im Juli 2019 beendete das Ganze für eine Weile.
Ein anderer Saxophonist schien für Mays Album irgendwie nicht passend zu sein, schrieb Dave Gelly, also wurde sein Platz von dem Posaunisten Mark Nightingale eingenommen. Des Weiteren wirkten Phil Hopkins am Schlagzeug und Karen Street (Akkordeon) an den Aufnahmen mit. Sowohl Nightingale als auch Hopkins arbeiteten intensiv mit Lamont zusammen und der Posaunist trat regelmäßig mit der Lamont Big Band im Bull’s Head in Barnes auf. Lamonts Söhne Ross und Duncan Jr. sowie Tochter Beth waren alle in das Projekt involviert und steuerten Archivmaterial für die Liner Notes bei.
Duncan Lamont und Tina May trafen sich zum ersten Mal im 606 Jazz Club in Chelsea, als May zum ersten Mal nach London gezogen war. Später nahm sie zwei seiner Songs auf ihrem Album My Kinda Love aus dem Jahr 2014 auf und war neben den Sängerinnen Esther Bennett, Sarah Moule und Daniela Clynes auch Teil des Duncan Lamont Songbook Project. May war bei Lamonts allerletztem Auftritt im 606 dabei, der am Tag vor seinem Tod stattfand und der als Feier seines bevorstehenden 88. Geburtstags gedacht war.
Die Entscheidung für May, ein Album mit Lamonts Liedern aufzunehmen, wurde bereits vor dem Tod des Komponisten getroffen und die ersten Proben mit Pearson fanden im Juni 2019 statt. Das Album wurde schließlich am 8. und 9. Januar 2020 im The Bunker, Welwyn Garden City, aufgenommen.

## Titelliste
- Tina May: 52nd Street (and Other Tales): Tina May Sings the Songs of Duncan Lamont (33 Records 33JAZZ284)

1. 52nd Street 5:36
2. The Algonquin Hotel 4:09
3. The Apartment 6:11
4. Fred Astaire 5:45
5. The Darker Side of the Rainbow 3:30
6. Spring Song 3:23
7. Hymn for Jobim 8:30
8. Your Waltz 4:34
9. Back Thru the Looking Glass 4:01
10. English Folk Song 3:08
11. Old Brazil 4:33
12. Camille 3:08
13. Blues Medley 7:16

Bonus Tracks
1. 52nd Street Short Version 3:20
2. Baby Dont You Change Your Mind 3:52
3. I Couldnt Hate You If I Tried 4:37
4. Miss Bette Davies 4:04
5. People Change 5:08

Die Kompositionen stammen von Duncan Lamont.

## Rezeption
Dave Gelly schrieb im Guardian, Duncan Lamont sei auch ein einzigartig produktiver Songwriter gewesen, fest entschlossen, jeden Tag einen Song zu schreiben – „weil man nie weiß, wann ein guter auftaucht“. Wenn einer dies tat, war es wahrscheinlich eine scharfe kleine Vignette einer Person oder eines Ortes: „Hymn for Jobim“, „The Algonquin Hotel“, „Fred Astaire“, „The Apartment“ – alle unter den 13 seiner Songs hier. Und Tina May sei genau die richtige Person, um sie zu singen, mit der Sensibilität, sanft in eine Rolle zu schlüpfen, und der Technik, mit den bravourösen Feinheiten von 52nd Street umzugehen, einem Song, der den Jazz-Hotspot des New York der 1940er-Jahre feiere.
Nach Ansicht von Ian Mann (The Jazz Mann) sei 52nd Street (and other tales) eine unterhaltsame Hommage an das Leben und die Musik des Multitalents Duncan Lamont. Dessen Songs würden eine Vielzahl von Musikstilen umfassen, jedoch durch einprägsame Melodien und witzige, kluge und einfühlsame Texte vereint, die häufig auf andere Kunstformen verweisen. Lamont werde nie zynisch oder weltmüde und selbst seine melancholischsten Songs wurzeln in der Liebe zum Leben und zur Kunst. Tina May zeige sich stets als eine erstklassige und versierte Interpretin, singe diese Lieder gekonnt und mit einer offensichtlichen Liebe zum Material. Pearson und das Trio würden dabei für eine ähnlich edle Begleitung sorgen, die stets dem Song diene, anstatt die Aufmerksamkeit auf sich zu lenken. Trotzdem beeindrucken sie mit ihren solistischen Beiträgen, ebenso wie der Posaunist Mark Nightingale. Währenddessen fügen Hopkins und Street willkommene Spritzer zusätzlicher Klangfarbe hinzu und leisten aufschlussreiche Beiträge zu den Songs, in denen sie vorkommen.